# 카르비나구

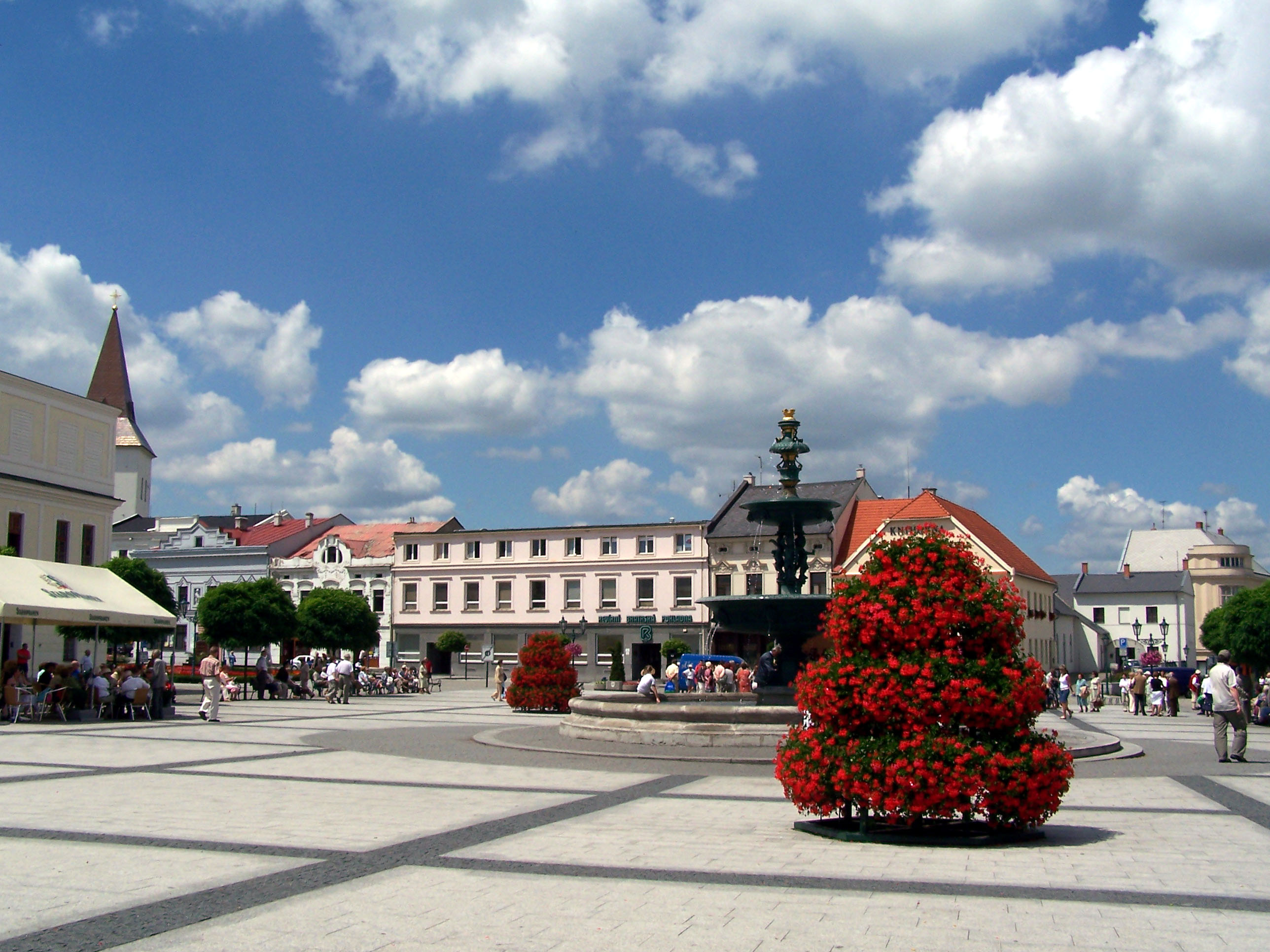
카르비나구의 행정 중심지인 카르비나

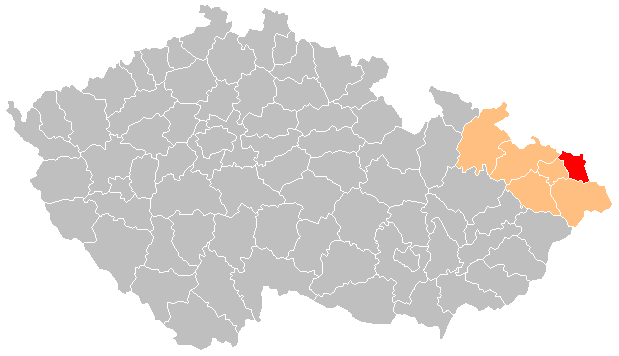
카르비나구의 위치

카르비나구(체코어: Okres Karviná)는 체코 모라바슬레스코주를 구성하는 6개 구 가운데 하나로 행정 중심지는 카르비나이며 면적은 356.24km2, 인구는 247,887명(2019년 1월 1일 기준), 인구 밀도는 700명/km2이다.
모라바슬레스코주 동부에 위치하며 17개 지방 자치체(7개 시, 10개 마을)를 관할한다. 모라바슬레스코주 오파바구, 오스트라바 도시구, 프리데크미스테크구와 접하며 동쪽, 북쪽으로는 폴란드와 국경을 접한다.